# نمر صالح
نمر صالح واسمه الحركي أبو صالح، هو سياسي فلسطيني راحل أحد أهم مؤسسي فتح - الانتفاضة إلى جانب أبو موسى وأبو خالد العملة. أصله من قرية قولية التي تقع جنوب يافا. كان يشغل منصب نائباً للقائد العام لقوات العاصفة، الجناح العسكري لحركة فتح وعضواً في اللجنة المركزية في للحركة وقد كان محسوباً على ما سمي بالتيار اليساري بالحركة. توترت علاقته مع ياسر عرفات إثر خروج قوات منظمة التحرير الفلسطينية من بيروت إثر الاجتياح الإسرائيلي للبنان. أدت الخلافات إلى انشقاقه مع مجموعة من قيادي الحركة بدعم سوري مؤسسين حركة فتح - الانتفاضة.
وضعته السلطات السورية قيد الإقامة الجبرية في منزله حيث توفي بنوبة قلبية عام 1991.